# Vor Frelsers Sogn (Esbjerg Kommune)
 For alternative betydninger, se Vor Frelsers Sogn. (Se også artikler, som begynder med Vor Frelsers Sogn)
Vor Frelsers Sogn er et sogn i Skads Provsti (Ribe Stift).
Vor Frelsers Kirke i Esbjerg blev indviet i 1887, og Vor Frelsers Sogn blev i 1891 udskilt fra Jerne Sogn, som hørte til Skast Herred i Ribe Amt. Vor Frelsers Sogn kom til at ligge i Jerne-Skads sognekommune, fra 1894 Esbjerg sognekommune og fra 1899 Esbjerg købstad, som ved kommunalreformen i 1970 blev kernen i Esbjerg Kommune.
Zions Kirke blev opført i 1912-14, og i 1914 blev Zions Sogn udskilt fra Vor Frelsers Sogn. Grundtvigskirken blev opført i 1969, og i 1968 blev Grundtvigs Sogn udskilt fra Jerne Sogn og Vor Frelsers Sogn.